# Josef Straka (hockeista su ghiaccio)
Josef Straka (Jindřichův Hradec, 11 febbraio 1978) è un hockeista su ghiaccio ceco, che gioca come centro.

## Palmarès
- Extraliga ceca: 1

Sparta Praga: 2005-2006